# Joey Tempest
Joey Tempest (n. Rolf Magnus Joakim Larsson; 19 august 1963) este un muzician suedez, vocalist și compozitor al formației rock Europe. El a scris hituri ca "The Final Countdown", "Rock the Night" și "Superstitious."

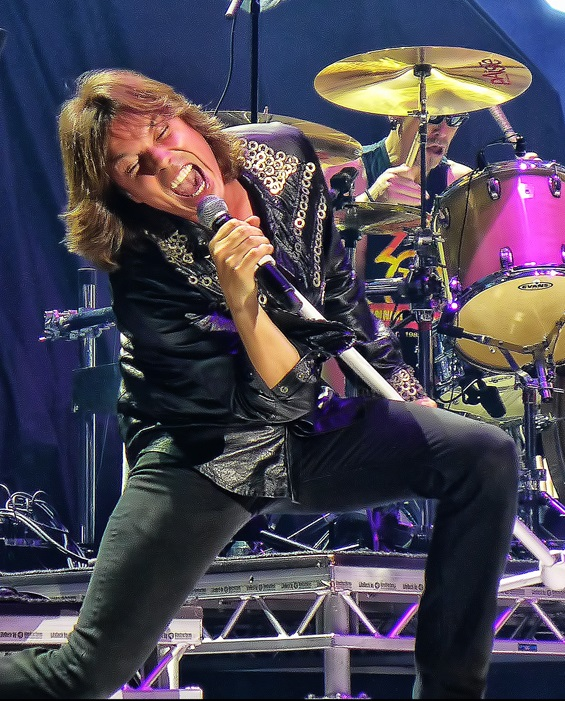
Tempest in 2013

## Viața personală
În prezent Joey Tempest locuiește în Londra împreună cu soția sa Lisa Worthington și fiul lor James Joakim Larsson.

## Discografie

### Albume solo
- A Place to Call Home (1995)
- Azalea Place (1997)
- Joey Tempest (2002)